# Giuseppe Maria Boschi

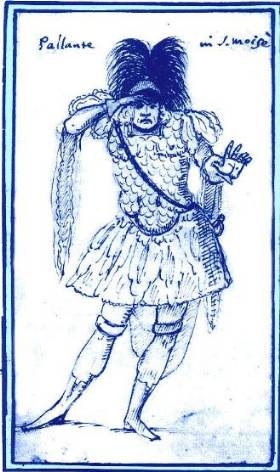
Karikatur von Boschi

Giuseppe Maria Boschi (* um 1675 in Neapel oder Viterbo; † nach 1744) war ein italienischer Opernsänger (Bass).
Er ist in erster Linie durch seine Zusammenarbeit mit Georg Friedrich Händel bekannt, für den er in Italien und London zahlreiche Partien in dessen Opern sang:
- 9. Dezember 1721: Floridante
- 12. Januar 1723: Ottone
- 14. Mai 1723: Flavio
- 31. Oktober 1724: Tamerlano
- 13. Februar 1725: Rodelinda
- 21. März 1726: Publio Cornelio Scipione
- 5. Mai 1726: Alessandro
- 11. November 1727: Riccardo Primo
- 17. Februar 1728: Siroe